# Jens Weißflog

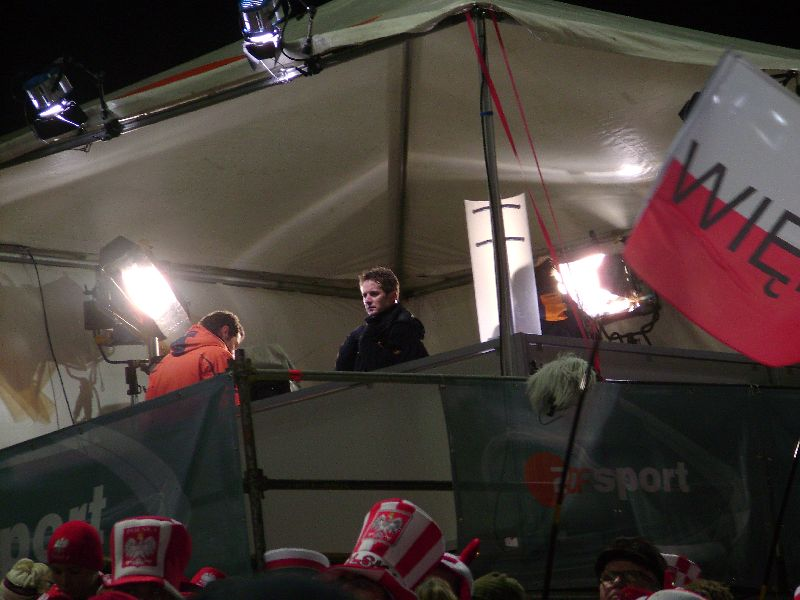
Jens Weissflog als commentator bij de wereldbekerwedstrijd in Zakopane in 2008

Jens Weissflog (Erlabrunn, 21 juli 1964) is een voormalig Duits schansspringer.
Hij won in 1984, op 19-jarige leeftijd, het Vierschansentoernooi. Toentertijd kwam hij nog uit voor de DDR. Het volgende jaar won hij de Wereldbeker schansspringen. Hij zou twaalf jaar lang aan de top van zijn sport blijven; noch de overgang van de DDR naar het verenigde Duitsland noch de technische innovatie in het schansspringen verminderden zijn prestaties.
Weissflog, bijgenaamd Floh (Vlo), werd drie keer olympisch kampioen. Tijdens de Olympische Winterspelen 1984 won hij goud op de 70 meter-schans. Tien jaar later, tijdens de Spelen in Lillehammer, werd hij kampioen op de K120 schans en met de nationale ploeg.
Jens Weissflog werd tweemaal wereldkampioen. In 1996 won hij voor de vierde keer het Vierschansentoernooi. Dit record werd twaalf jaar later verbeterd door Janne Ahonen.
Tegenwoordig is Weissflog hotelhouder in zijn woonplaats Oberwiesenthal en verslaggever voor de televisiezender ZDF.